# (NL)LCU

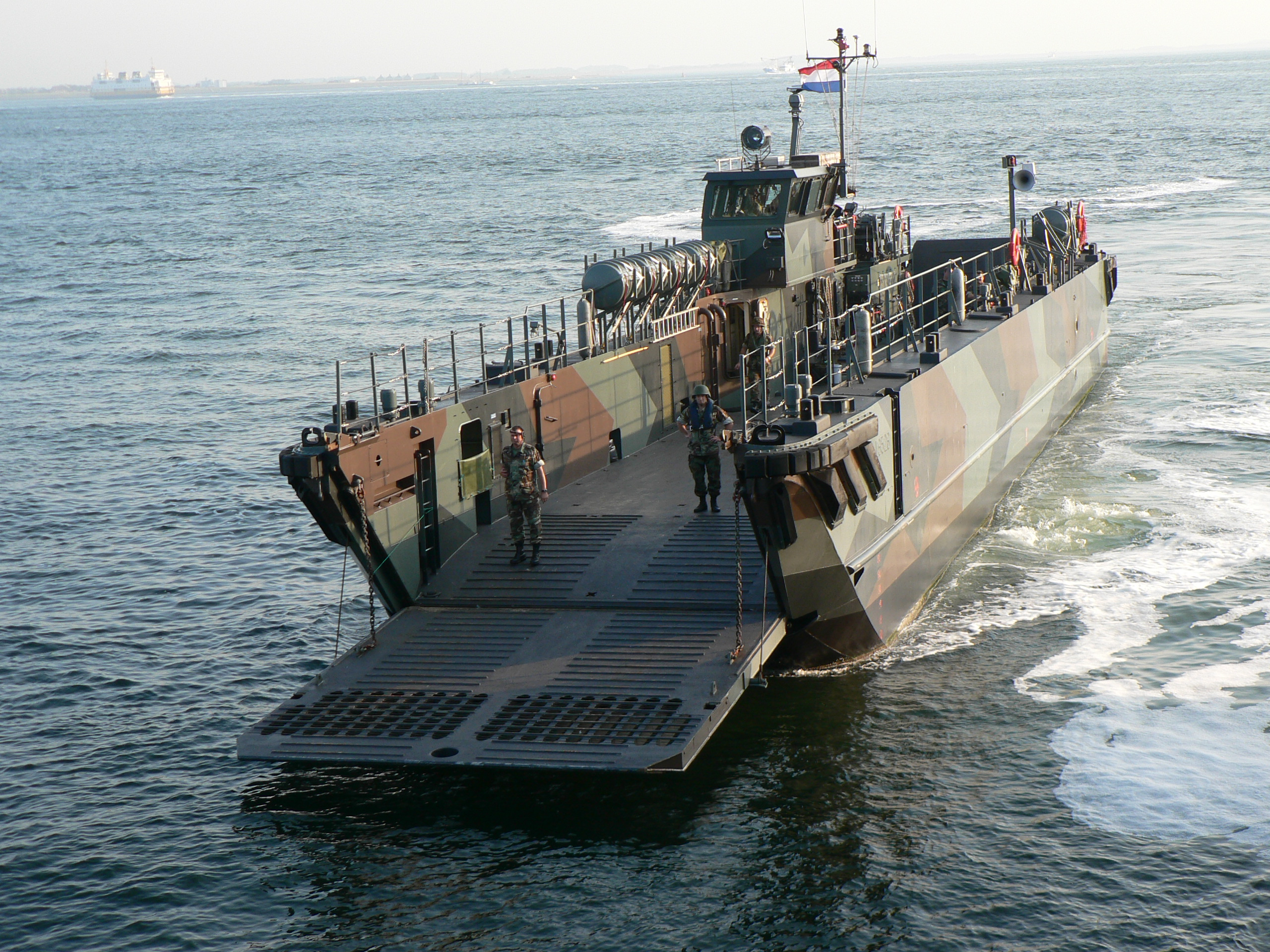
(NL)LCU MK II front

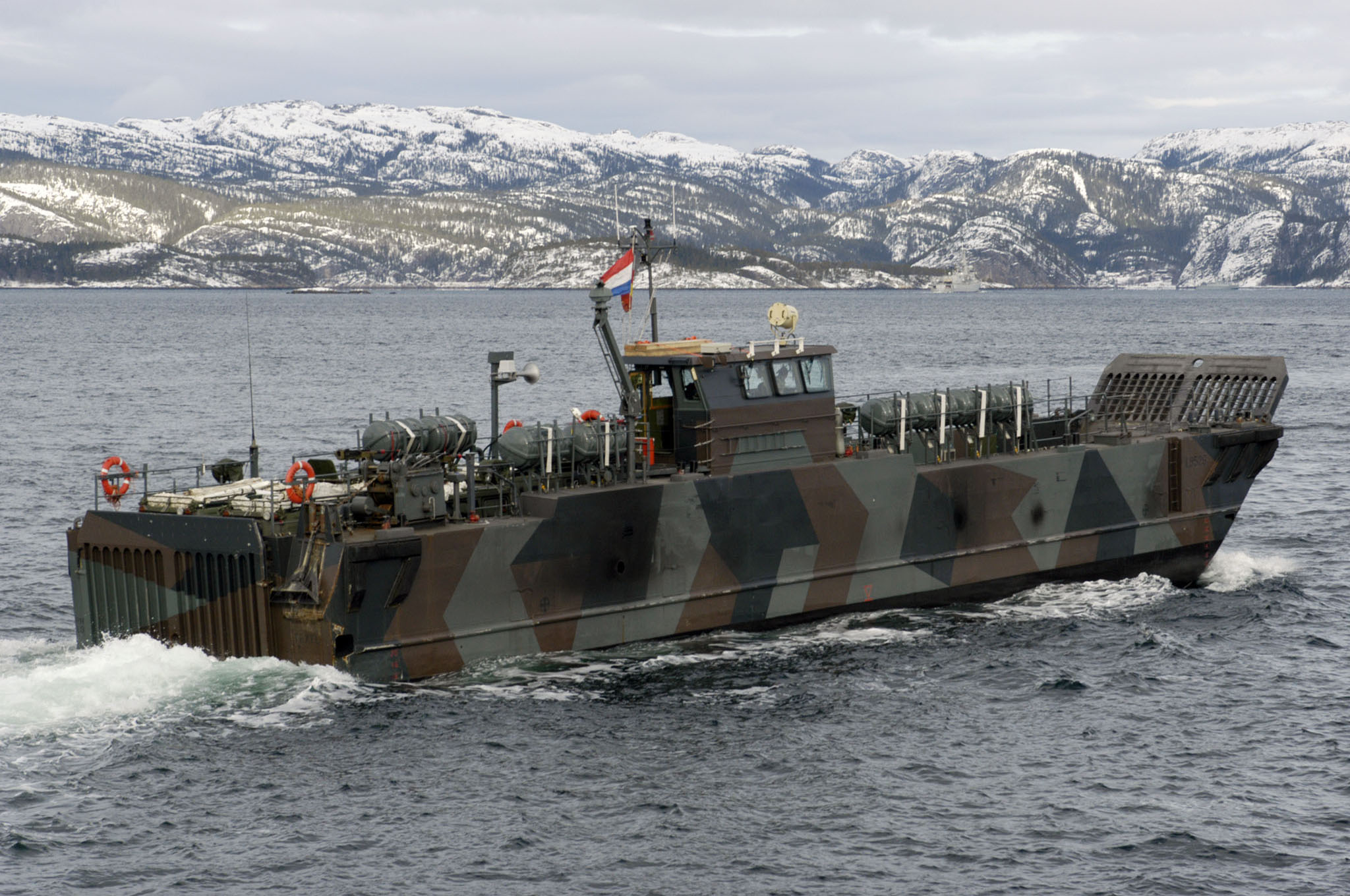
(NL)LCU type MK II

(NL)LCU is de afkorting voor (Netherlands) Landing Craft Utility. Bij het Korps Mariniers van de Koninklijke Marine zijn vijf van deze landingsvaartuigen in gebruik.

## Technische gegevens
- Gewicht = 255 ton
- Max. Belading = 65 ton
- Max. Gewicht op de klep = 65 ton
- Lengte	= 36,30 meter
- Breedte = 6,85 meter
- Hoogte = 8,5 meter
- Diepgang achter = 1,4 meter
- Diepgang voor = 0,85 meter
- Bemanning = 7 koppen
- Bewapening = 2 × Browning 0,50 inch mitrailleur (12,7 mm)

## Geschiedenis

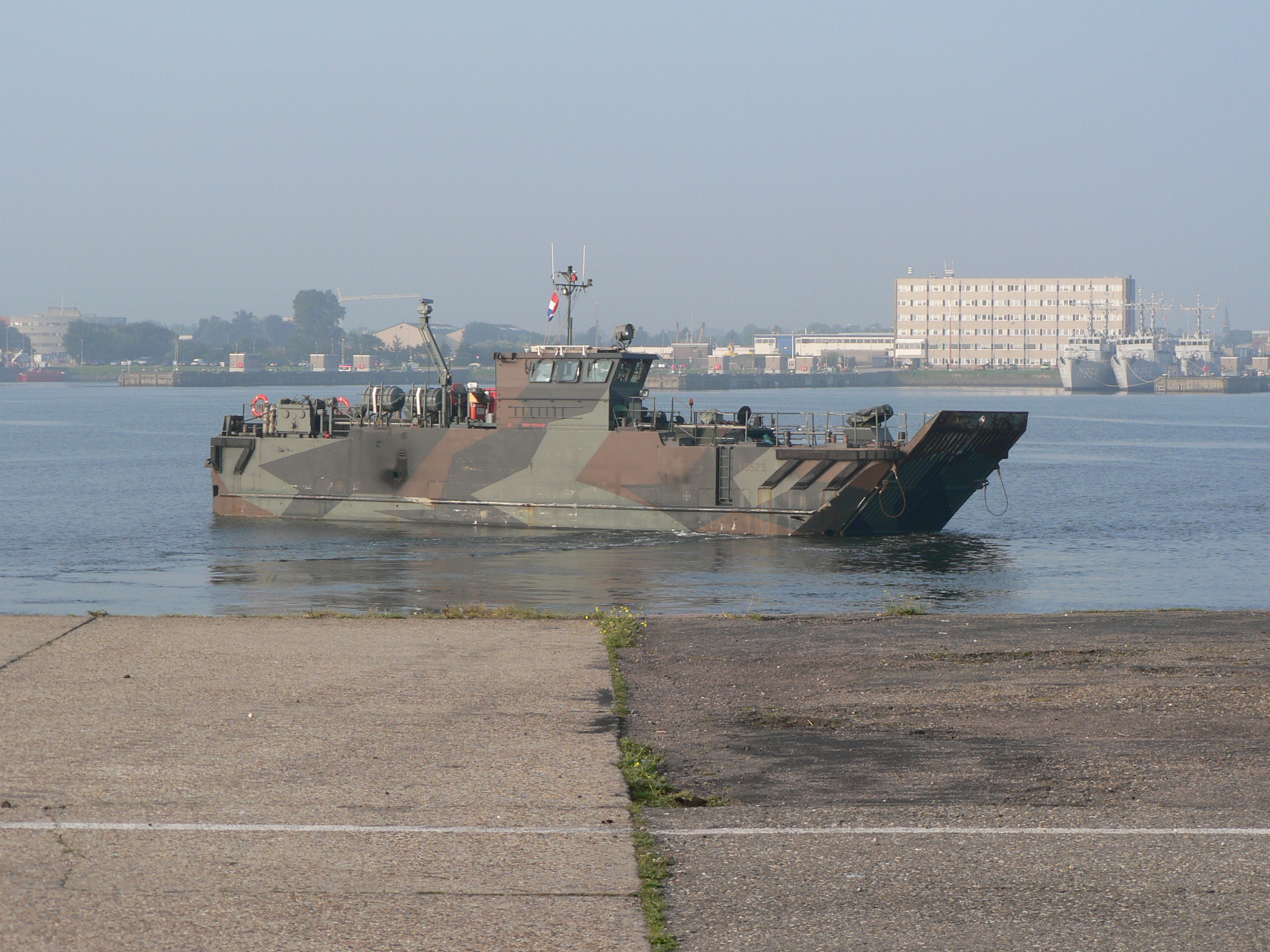
'Oude' type (NL)LCU MK I

Met de indienstelling van het amfibisch transportschip Rotterdam in 1998 bestond er gelijktijdig behoefte aan LCU's. Tot 2005 was het type (NL)LCU Mark I in gebruik. In 2005 en 2006 zijn deze vaartuigen gemoderniseerd tot het type (NL)LCU Mark II. De vaartuigen zijn 9 meter verlengd waardoor de diepgang is verminderd. Hierdoor kunnen ze 'verder' op het strand landen. Bijkomend voordeel is dat de landingsvaartuigen 20 ton extra belading kunnen meevoeren. De bemanning is met één persoon uitgebreid.
Door de verlenging van de LCU's kunnen er maar twee LCU's worden meegenomen door Hr. Ms. Rotterdam en Hr. Ms. Johan de Witt.

## Taakstelling
De bemanning van deze landingsvaartuigen bestaat uit mariniers en marine personeel en kent een 
eerste bestuurder (SMJRMARNALG of een SGTMARNALG) en tweede bestuurder (KPLMARNALG), een communicatie specialist (KPLMARN), een technische chef (KPLTDE/W), twee mariniers en één matroos.
In tegenstelling tot LCU's van veel andere landen is de (NL)LCU gebaseerd op de roro-methode (roll-on-roll-off). Hierdoor kan een voertuig altijd met de juiste kant naar voren op het strand afgezet worden.
LCU's zijn bedoeld om 'groot' materieel te vervoeren vanaf een amfibisch transportschip, zoals de Rotterdam, naar een strand en terug: vrachtwagens, tanks en pallets. Tevens kan één LCU 130 volledig bewapende en uitgeruste mariniers meenemen.
De LCU's van het type mkI hebben deelgenomen aan de NAVO missie AFOR en aan de VN missies UNMEE en UNMIL.

## Amphibious Beach Unit
Op het landingsstrand is een groep mariniers van de Amphibious Beach Unit (ABU) ter ondersteuning van de LCU's en eventuele andere landingsvaartuigen. Deze groep ondersteunt, coördineert, beveiligt en controleert alles wat er aan en van  boord gaat en komt van een LCU. Naast enkele voertuigen voor onder andere radioverbindingen heeft het ABU beschikking over de volgende voertuigen:
- BARVBARV

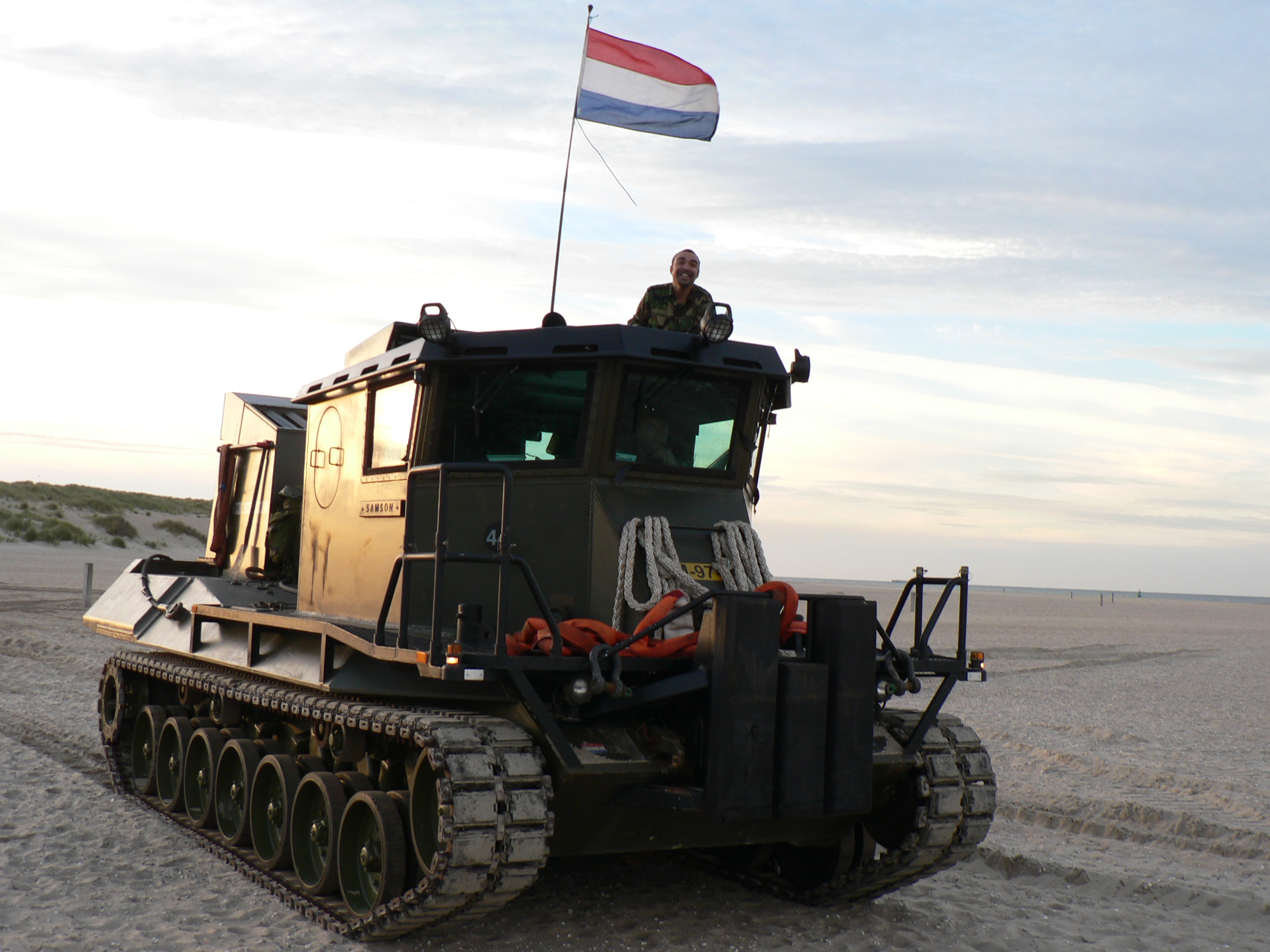
BARV

LCU's kunnen op het landingsstrand ondersteund worden door een BARV (Beach Armoured Recovery Vehicle). De BARV is gebaseerd op het onderstel van een Leopard I tank en geschikt voor amfibisch ondersteunend werk. De belangrijkste taak bestaat in het vlot trekken of duwen van landingsvaartuigen en bergen van gestrande voertuigen. Indien nodig kan de BARV bij opkomende vloed onder water blijven. De bemanning bestaat uit twee personen en de BARV is voorzien van een mitrailleur MAG 7,62 mm. Het Korps Mariniers heeft vier van deze voertuigen in gebruik met de namen "Hercules", "Samson", "Goliath" en "Titan". Mariniers (automonteur) moeten de chauffeursopleiding van de Leopard I én de opleiding tot bergingsexpert hebben voltooid om met deze voertuigen te kunnen werken.
- CaseCASE met vorklift

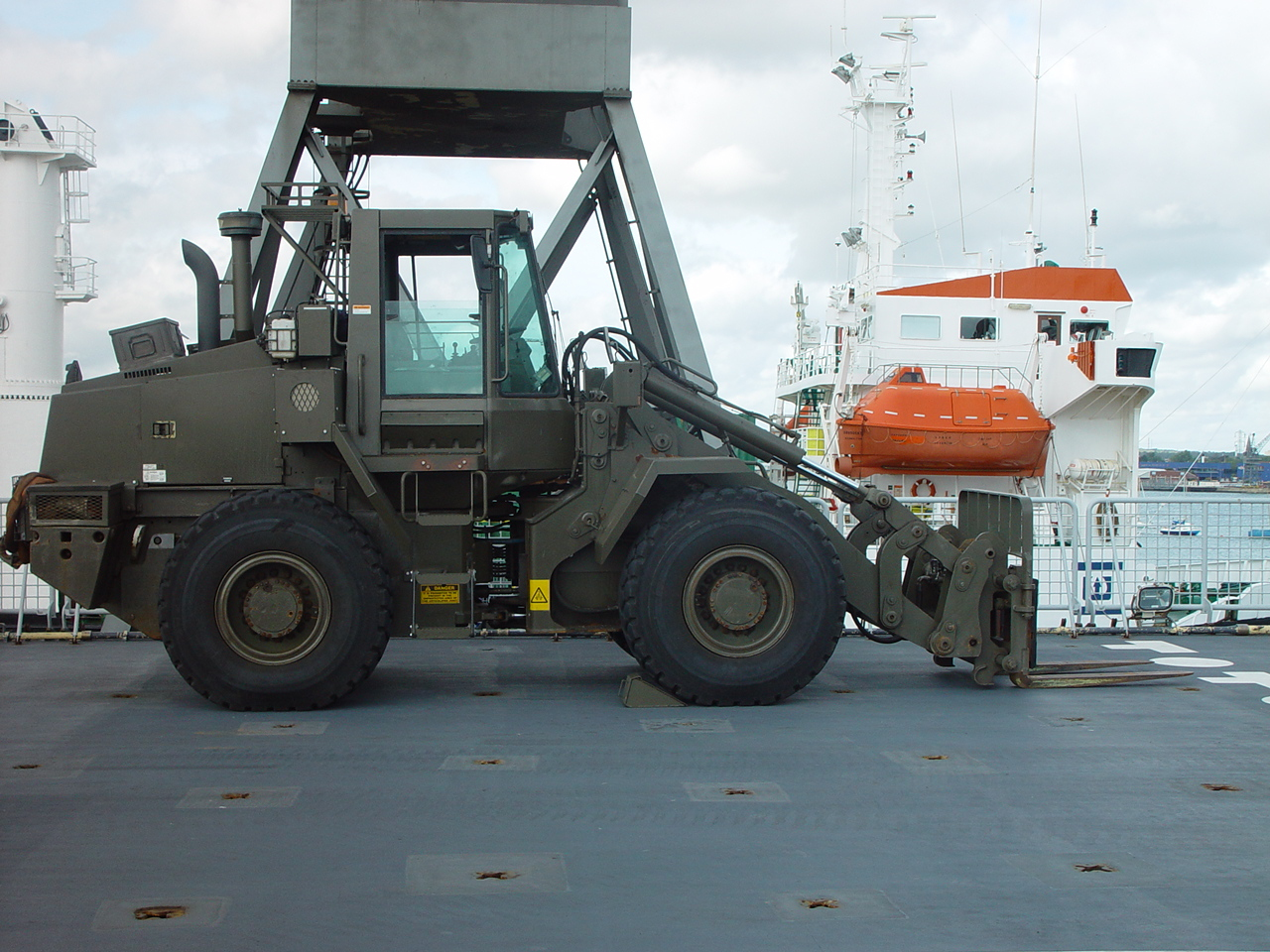
CASE met vorklift

LCU's kunnen ook worden ondersteund door het multifunctionele 'werkpaard' CASE. De CASE kan trackways leggen. Een trackway is een oprolbare aluminium weg, die gebruikt wordt voor stranden en mul zand.
De Case kan pallets tillen en verplaatsen, kleine landingsvaartuigen vlot duwen en gestrande voertuigen los trekken. Maar ook aanhangwagens en waterwagens verplaatsen van en naar de landingsvaartuigen.

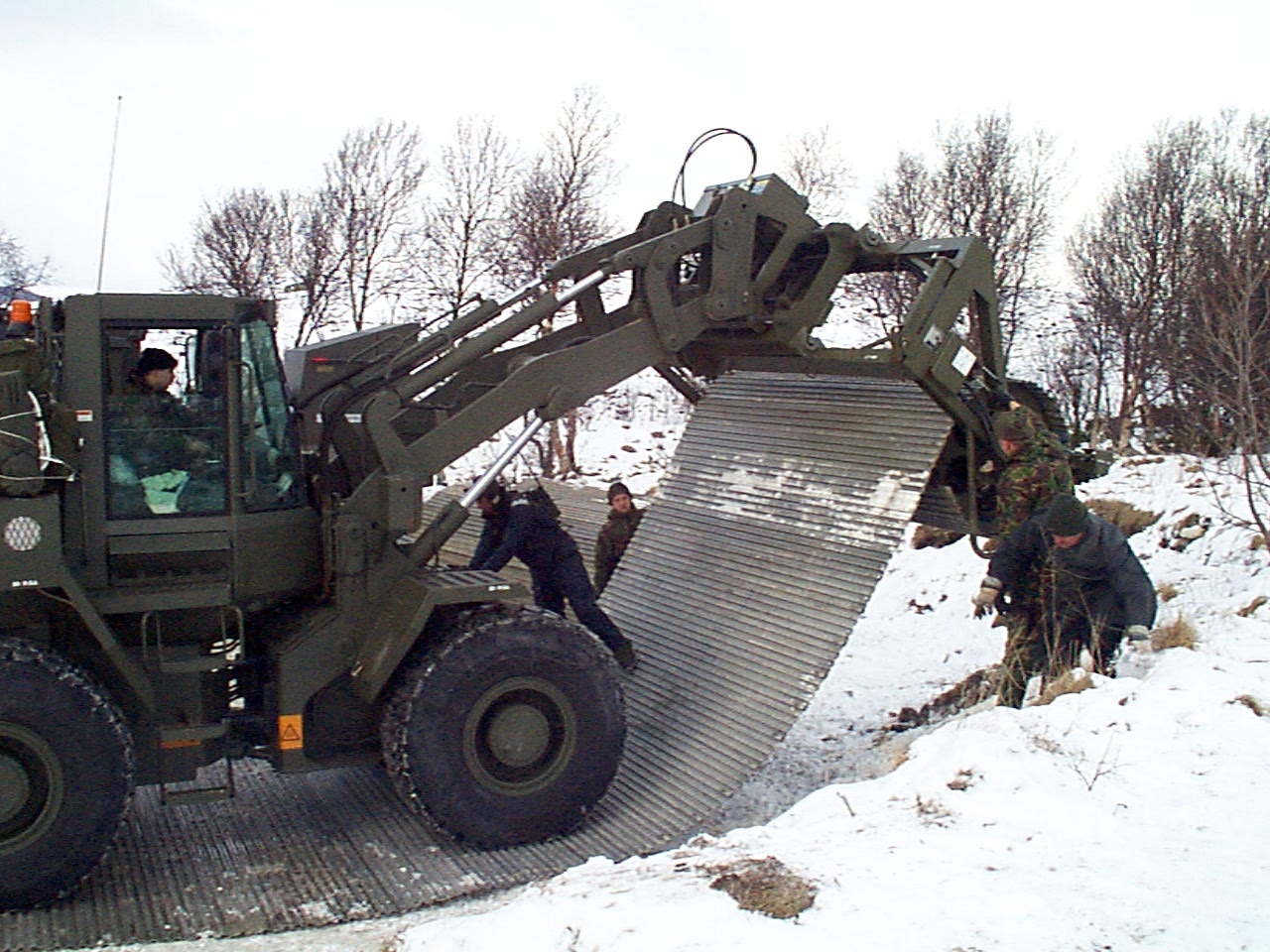
Case met trackway